# تدی بیلینگتون
تدی بیلینگتون (انگلیسی: Teddy Billington; ۱۴ ژوئیهٔ ۱۸۸۲ – ۸ اوت ۱۹۶۶) دوچرخه‌سوار اهل ایالات متحده آمریکا بود.
از افتخارات وی میتوان به کسب یک مدال نقره و سه برنز در بازی‌های المپیک تابستانی ۱۹۰۴ اشاره کرد.